# 2017 год в России
Год экологии в России

## Январь
- 1 января — Начал действовать новый вид уголовного наказания — принудительные работы[2]
- 4 января — Инцидент с самолётом Airbus A321 компании «Аэрофлот». Самолёт при посадке выкатился за пределы взлётно-посадочной полосы. Рейс следовал по маршруту Москва — Калининград. На борту было 167 пассажиров и семь членов экипажа. Жертв и пострадавших не было. Людей эвакуировали через надувные трапы. За помощью к медикам обратились три человека. Лайнер получил повреждения стойки шасси[3]. Аэропорт временно прекратил принимать и отправлять рейсы на 24 часа
- 28 января — В Петербурге прошёл митинг против передачи Исаакиевского собора в пользование РПЦ[4]

## Февраль
- 1 февраля — на границах Смоленской, Псковской и Брянской областей с Белоруссией установлена пограничная зона[5]
- 5 февраля — Сампсониевский собор в Санкт-Петербурге официально передан в пользование Санкт-Петербургской епархии РПЦ[6]
- 6 февраля — Комиссия по борьбе с лженаукой и фальсификацией научных исследований при Президиуме РАН признала лечение гомеопатическими препаратами «не имеющим научных оснований»[7].
- 7 февраля 
  - Подписан закон о декриминализации домашнего насилия[8]
  - Начало выпуска интернет-шоу «вДудь»
- 10 февраля — приватизация жилья для всех категорий граждан стала бессрочной[9]

## Март
- 26 марта — в 95 городах России прошли антикоррупционные митинги протеста — крупнейшие акции протеста в России со времен протестов 2011—2013 годов с рекордным количеством задержанных[10]

## Апрель
- 3 апреля — теракт в Петербургском метрополитене[11][12]

## Май
- 28 мая — Среднемагистральный пассажирский самолёт МС-21 совершил первый полёт[13][14].

## Июнь
- 8 июня — после годового перерыва, связанного с устранением неполадок двигателей, с космодрома «Байконур» запущена ракета-носитель «Протон»[15]

## Июль
- 4 июля — Встреча Владимира Путина с Си Цзиньпинем в Москве

## Сентябрь
- 10 сентября
  - Выборы главы Республики Карелия
  - Единый день голосования
- 20 сентября — для грузовых поездов открыт участок железной дороги Журавка — Миллерово [16]

## Октябрь
- 14—22 октября — XIX Всемирный фестиваль молодёжи и студентов (Сочи)[17]

## Ноябрь
- 7 ноября — в день 100-й годовщины Октябрьской революции 1917 года вскрыто послание, адресованное коммунистам будущего. Послание хранилось за табличкой, прикреплённой на здании бывшего предприятия военной электроники «Муссон» (в настоящее время ТРЦ «Муссон») в Севастополе. Аналоги послания хранятся также в других городах бывшего СССР (например, капсула в стеле у монумента «Росток» в Пензе)[18].
- 9 ноября — XIV Форум межрегионального сотрудничества Казахстана и России (Челябинск)[19]

## Декабрь
- 11 декабря — открытие участка железной дороги Журавка — Миллерово для всех пассажирских поездов[16].

## В спорте
- 5 февраля — сборная России завоевала серебряные медали на чемпионате мира по хоккею с мячом[20]
- 17 июня — 2 июля — в России проведён Кубок конфедераций FIFA[21]

## Умерли
- 1 мая — Анатолий Алексин, советский и израильский писатель, сценарист, драматург[22][23]
- 15 июля — Владимир Толоконников, советский, казахстанский и российский актёр театра и кино[24][25]
- 26 сентября — Людмила Белоусова, советская фигуристка, двукратная олимпийская чемпионка[26]
- 10 ноября — Михаил Задорнов, сатирик[27][28]
- 9 декабря — Леонид Броневой, советский и российский актёр театра и кино[29][30]